# Cuanhamas
Os cuanhamas (em cuanhama: kwanyama ou uukwanyama) são um grupo étnico que vive no sul de Angola e no norte da Namíbia. Trata-se de um subgrupo dos ovambos.

## Território
Os cuanhamas fixaram-se na região conhecida por bacia dos ovambos, que abrange uma grande parte da província do Cunene, em Angola, e uma região mais pequena do norte da Namíbia, conhecida por Ovambolândia.
Na região cultivam massango, massambala, feijão macunde, abóboras e outros produtos agrícolas.